# Rémy Di Gregorio
Rémy Di Gregorio (Marsella, Francia, 31 de julio de 1985) es un ciclista francés.

## Trayectoria
Se estrenó como profesional en el año 2005 cuando debutó con el equipo Française des Jeux. Tras un pasaje por el Pro Team Astana, retornó a un equipo francés en 2012 cuando fichó por el Cofidis, le Crédit en Ligne.  
Corrió su primer Tour en el año 2007 pero tuvo que abandonar por una caída en la cuarta etapa con el ciclista del Caisse d'Epargne Xabier Zandio, el cual también tuvo que abandonar.
El 10 de julio de 2012 fue detenido en una redada antidopaje realizada por la policía francesa, en el día de descanso durante el Tour de Francia. Sin embargo, nueve meses después fue absuelto por el Tribunal de Apelación de Aix ya que los análisis de las sustancias encontradas determinaron que eran vitaminas.
De cara a la temporada 2014 volvió al campo profesional tras fichar por el conjunto francés La Pomme Marseille 13.
El 12 de abril de 2018 se informó que dio positivo por EPO en un control realizado el 8 de marzo de 2018 durante la disputa de la París-Niza. Rémy fue suspendido del conjunto Delko Marseille Provence KTM. En mayo de 2020, la UCI confirmó la sanción de cuatro años, hasta el 7 de marzo de 2022, así como la anulación de todos sus resultados entre el 4 de marzo y el 11 de abril de 2018.

## Palmarés
2006
- 1 etapa del Tour del Porvenir

2011
- 1 etapa de la París-Niza

2012
- 1 etapa de la Vuelta a Asturias

2013 (como amateur)
- Tour de Bulgaria, más 1 etapa

2014
- Tour de Taiwán

2018
- 1 etapa del Tour La Provence

## Resultados en Grandes Vueltas
| Carrera | Carrera         | 2005 | 2006 | 2007 | 2008 | 2009 | 2010 | 2011 | 2012 | 2013 | 2014 | 2015 | 2016 | 2017 | 2018 |
| ------- | --------------- | ---- | ---- | ---- | ---- | ---- | ---- | ---- | ---- | ---- | ---- | ---- | ---- | ---- | ---- |
|         | Giro de Italia  | —    | —    | —    | —    | —    | —    | —    | —    | —    | —    | —    | —    | —    | —    |
|         | Tour de Francia | —    | —    | Ab.  | 57.º | —    | 78.º | 39.º | Ab.  | —    | —    | —    | —    | —    | —    |
|         | Vuelta a España | —    | —    | —    | 80.º | 51.º | 19.º | —    | —    | —    | —    | —    | —    | —    | —    |

—: no participa
Ab.: abandono

## Equipos
- Française des Jeux (2005-2010)
- Pro Team Astana (2011)
- Cofidis, le Crédit en Ligne (2012)
- Delko Marseille Provence KTM (2014-2018)
  - Team La Pomme Marseille 13 (2014)
  - Team Marseille 13-KTM (2015)
  - Delko Marseille Provence KTM (2016-2018)